# فهرست فیلم‌های ترسناک ۱۹۹۴
این فهرستی از فیلم‌های ترسناک است که در سال ۱۹۹۴ منتشر شده‌اند.

## فهرست
| عنوان                                                 | کارگردان                          | بازیگران                                                                                             | کشور                       | یادداشت | منبع        |
| ----------------------------------------------------- | --------------------------------- | --- | -------------------------- | --- | ----------- |
| آموکلاف                                               | اووه بول                          | مایکل راسموسن، بیرگیت استاین، کریستین کهرمن                                                          | آلمان                      | | [ ۱ ]       |
| اسکن مغزی                                             | جان فلین                          | ادوارد فرلانگ، فرانک لانگلا، تی رایدر اسمیت                                                          | انگلستان ایالات متحده      | | [ ۲ ]       |
| مرد قبرستانی                                          | میشل سووی                         | روپرت اورت، فرانسوا حاجی لازارو، آنا فالکی                                                           | ایتالیا                    | بر اساس رمانی از تیزیانو اسکلاوی به نام دلامورت، دلامور                                                            | [ ۳ ] [ ۴ ] |
| The Dark                                              | کریگ پرایس                        | استیون مک‌هتی، بریون جیمز                                                                             | کانادا                     | | [ ۵ ]       |
| فرشته تاریک: صعود                                     | لیندا حسنی                        | آنجلا فیدراستون، دانیل مارکل                                                                         | ایالات متحده، رومانی       | مستقیماً توسط فول مون انترتینمنت به صورت ویدیویی منتشر شد                                                           | [ ۶ ]       |
| آب‌های تاریک                                           | ماریانو باینو                     | لوئیز سالتر، ونرا سیمونز                                                                             | روسیه ایتالیا انگلستان     | در اوکراین فیلمبرداری شده‌است                                                                                       | [ ۷ ]       |
| ماشین مرگ                                             | استیون نورینگتون                  | براد دوریف، ویلیام هوتکینز، ریچارد بریک، الی پوگت                                                    | ایالات متحده، ژاپن         | |             |
| مرد بامزه                                             | توبی داکت، سایمون اسپراکلینگ      | تیم جیمز، کریستوفر لی، بنی یانگ                                                                      | انگلستان                   | | [ ۸ ] [ ۹ ] |
| غولی‌ها ۴                                              | جیم وینورسکی                      | پیتر لیاپیس، باربارا آلین وودز، استیسی راندال                                                        | ایالات متحده               | مستقیم به ویدیو | [ ۱۰ ]      |
| مقیم جهنم                                             | آرون نوریس                        | چاک نوریس، کالوین لولز، کریستوفر نیم                                                                 | ایالات متحده               | در اسرائیل فیلمبرداری شده‌است آخرین فیلم کانن فیلمز                                                                 |             |
| در کام جنون                                           | جان کارپنتر                       | سم نیل، جولی کارمن، یورگن پراخنو، چارلتون هستون، جان گلاور، برنی کیسی، دیوید وارنر                   | ایالات متحده               | ادای احترام به آثار اچ پی لاوکرفت                                                                                  | [ ۱۱ ]      |
| مصاحبه با خون‌آشام                                     | نیل جردن                          | تام کروز، برد پیت، آنتونیو باندراس، استفان ریا، کریستین اسلیتر، کرستن دانست                          | ایالات متحده               | بر اساس رمان معروف آن رایس                                                                                         | [ ۱۱ ]      |
| قلمرو                                                 | لارس فون تریر، مورتن آرنفرد       | ارنست هوگو جارگارد، کرستن رولفس، هولگر ژول هانسن                                                     | دانمارک                    | نسخه ویژه ویرایش شده از یک سریال تلویزیونی دانمارکی داستان بعداً در بیمارستان پادشاهی استفان کینگ (۲۰۰۴) اقتباس شد. | [ ۱۲ ]      |
| لپرکان ۲                                              | رادمن فلندر                       | وارویک دیویس، چارلی هیث، شوون دورکین                                                                 | ایالات متحده               | | [ ۱۳ ]      |
| ترس در کمین                                           | سی. کورتنی جوینر                  | وینسنت شیاولی، پال مانتی، جفری کامبز، جان فینچ، اشلی لارنس                                           | ایالات متحده               | تولید شده توسط چارلز بند بر اساس داستانی از اچ پی لاوکرفت                                                          | [ ۱۴ ]      |
| فرانکنشتاین                                           | کنت برانا                         | رابرت دنیرو، کنت برانا، تام هولس، هلنا بونهام کارتر، جان کلیز                                        | انگلستان ایالات متحده ژاپن | تولید شده توسط فرانسیس فورد کاپولا                                                                                 | [ ۱۵ ]      |
| آینه، آینه ۲: رقص کلاغ                                | جیمی لیفتون                       | تریسی ولز، رادی مک‌داول، سالی کلرمن، سارا داگلاس، ورونیکا کارترایت، لوئیس نتلتون                      | ایالات متحده               | دنبالهٔ Mirror, Mirror (1980)                                                                                       | [ ۱۶ ]      |
| My Sweet Satan                                        | جیم ون ببر                        | آلیدرا کلی، نیک رتنر، پوش ده‌مانک‌بوی، شری ریکمن                                                       | انگلستان                   | فیلم کوتاه ۱۹ دقیقه ای                                                                                             | [ ۱۷ ]      |
| نداجا                                                 | مایکل آلمریدا                     | الینا لوونسن، نیک رتنر، مارتین دونوان، پیتر فوندا، سوزی آمیس                                         | ایالات متحده               | سیاه و سفید فیلمبرداری شده‌است                                                                                      | [ ۱۸ ]      |
| شب شیاطین ۲                                           | برایان ترنچارد اسمیت، لین دآنگونا | کریستی هریس، بابی جاکوبی، مرل کندی                                                                   | ایالات متحده               | دنبالهٔ Night of the Demons (1988)                                                                                  | [ ۱۹ ]      |
| Nightwatch (Nattevagten)                              | اوله بوندال                       | نیکولای کوستر والدو، سوفی گرابول، کیم بودنیا، لوته اندرسون                                           | دانمارک                    | فیلم در ۱۹۹۷ توسط همان کارگردان با نام Nightwatch بازسازی شد                                                       | [ ۲ ]       |
| تصویر ذهنی ۳: ارباب مرده                              | دون کوسکارلی                      | رجی بنیستر، آ مایکل بالدوین، آنگوس اسکریم                                                            | ایالات متحده               | تولید و نوشته شده توسط دون کوسکارلی                                                                                | [ ۲۰ ]      |
| پامپکین‌هد: بال‌های خونی                                | جف بور                            | آمی دولنز، اندرو رابینسون، لینی کوئیگلی، سولیل مون فرای، کین هودر                                    | ایالات متحده               | دنبالهٔ Pumpkinhead (1988)                                                                                          |             |
| پاپت مستر ۵: آخرین بخش                                | جف بور                            | گوردون کوری، چاندارا وست، ترزا هیل، گای رولف، ایان اوگلوی، کلو گولاگر، دایان مک بین                  | ایالات متحده               | تولید و نوشته شده توسط چارلز باند                                                                                  | [ ۲۱ ]      |
| سرخ برای کشتن                                         | بیلی تانگ                         | بابی ییپ، پول لو، لیلی چانگ                                                                          | هنگ کنگ                    | |             |
| بازگشت بوگی‌من                                         | اولی لامل                         | کلی گالیندو، عمر کاچمارچیک، سوزانا لاو، ریچارد کوئیک                                                 | ایالات متحده               | دنبالهٔ The Boogey Man (1980)                                                                                       | [ ۲۲ ]      |
| Savage Harvest                                        | اریک استانزه                      | رامونا میجت، ویلیام کلیفتون، لیزا موریسون                                                            | ایالات متحده               | فیلمبرداری در میسوری آمریکا                                                                                        | [ ۲۳ ]      |
| سرهای کوچک شده                                        | ریچارد الفمن                      | ایریک اگان، ربکا هربست، بودی الفمن، جولیوس هریس، مگ فاستر                                            | ایالات متحده               | تولید شده توسط چارلز بند                                                                                           | [ ۲۴ ]      |
| اسکیتر                                                | کلارک براندون                     | چارلز نپیر، تریسی گریفیث، مایکل جی. پولارد                                                           | ایالات متحده               | | [ ۲۵ ]      |
| جادوگر                                                | جیم وینورسکی                      | لیندا بلر، ادوارد آلبر، جولی استراین                                                                 | ایالات متحده               | تولید شده توسط فرد اولان ری                                                                                        | [ ۲۶ ]      |
| غرفه                                                  | میک گاریس                         | گری سینایس، میگوئل فرر، جیمی شریدن، مولی رینگوالد، راب لو، میگل فرر، روبی دی، اوسی دیویس، ری والستون | ایالات متحده               | مینی سریال تلویزیونی (۳۶۶ دقیقه) بر اساس داستانی ازاستیون کینگ                                                     | [ ۲۷ ]      |
| Subspecies 3: Bloodlust                               | تد نیکولائو                       | لوئیز سالتر، ونرا سیمونز ove, کوین اسپیرتاس                                                          | ایالات متحده، رومانی       | نوشته شده توسط چارلز باند                                                                                          | [ ۲ ]       |
| The Unborn 2                                          | ریک جاکوبسون                      | میشل گرین، رابین کورتیس، اسکات ولنتاین، داریل هنریکس                                                 | ایالات متحده               | تولید شده توسط راجر کورمن دنبالهٔ The Unborn (1991)                                                                 | [ ۲۸ ]      |
| Vampires and Other Stereotypes (a.k.a. Hell's Belles) | کوین لیندنموث                     | فیا پررا، سالی نارکیس، مونیکا باتاوانیس، بیل وایت، اد هوبارد، وندی بدناز                             | ایالات متحده               | در شهر نیویورک فیلمبرداری شده‌است                                                                                   |             |
| ناظران ۳                                              | جرمی استنفورد                     | وینگز هاوزر، گریگوری اسکات کامینز، داریل کیث روچ                                                     | ایالات متحده               | مستقیم به ویدیو تولید شده توسط راجر کورمن بر اساس رمانی از دین کونتز در پرو فیلمبرداری شده‌است                      | [ ۲۹ ]      |
| کابوس جدید وس کریون                                   | وس کریون                          | رابرت انگلوند، هدر لنگن‌کمپ، میکو هیوز، جان ساکسون،                                                   | ایالات متحده               | قسمت هفتم از مجموعه فیلم A Nightmare on Elm Street                                                                 | [ ۳۰ ]      |
| Wicked Games                                          | تیم ریتر                          | پاتریشیا پل، لوری زیپو، جوئل دی. وینکوپ                                                              | ایالات متحده               | یک قطعه جایگزین از فیلم توسط فیلمساز آلمانی Kruspe Doom ساخته شد                                                   |             |
| جادوگری ۶: معشوقه شیطان                               | جولی دیویس                        | استفانی سوینی، گیل ون کوت، جنیفر برانسفورد                                                           | ایالات متحده               | ششمین فیلم در مجموعه Witchcraft                                                                                    | [ ۳۱ ]      |
| گرگ                                                   | مایک نیکولز                       | جک نیکلسون، میشل فایفر، جیمز اسپیدر، کیت نلیگان، کریستوفر پلامر، آیلین اتکینز                        | ایالات متحده               | آهنگساز انیو موریکونه                                                                                              | [ ۳۲ ]      |

## یادکردها
1. ↑  Halle & McCarthy 2003, p. 299.
2. 1 2 3  Muir 2011, pp. 319–320.
3. ↑  Young, Deborah (28 March 1994). "Dellamorte Dellamore". Variety.
4. ↑  Muir 2011, pp. 431–432.
5. ↑  Binion, Cavett. "The Dark". آل‌مووی. Retrieved November 29, 2011.
6. ↑  "Dark Angel: The Ascent (1994) - Linda Hassani, J. Hassani | Synopsis, Characteristics, Moods, Themes and Related | AllMovie".
7. ↑  Tobey, Matthew. "Dark Waters". آل‌مووی. Retrieved August 6, 2011.
8. ↑  Brennan, Sandra. "Funny Man". آل‌مووی. Retrieved August 6, 2011.
9. ↑  "Funny Man (1994)". Archived from the original on 27 November 2021. Retrieved 27 November 2021.
10. ↑  Muir, John Kenneth (2011). Horror Films of the 1990s. McFarland. ISBN 978-0-7864-8480-5.
11. 1 2  Muir 2011, pp. 384–385.
12. ↑  Seibert, Perry. "The Kingdom". آل‌مووی. Retrieved August 6, 2011.
13. ↑  Muir 2011, p. 327.
14. ↑  Brennan, Sandra. "Lurking Fear". Allmovie. Retrieved August 6, 2011.
15. ↑  Muir 2011, pp. 330–333.
16. ↑  Shary 2009, p. 296.
17. ↑  Gusse, Brian. "My Sweet Satan". آل‌مووی. Retrieved November 29, 2011.
18. ↑  Blaise, Judd. "Nadja". آل‌مووی. Retrieved August 6, 2011.
19. ↑  Muir 2011, pp. 338–339.
20. ↑  Muir 2011, pp. 341–342.
21. ↑  Buchanan, Jason. "Puppet Master 5". آل‌مووی. Retrieved November 29, 2011.
22. ↑  Marx, Rebecca Flint. "Return of the Boogeyman". آل‌مووی. Retrieved November 29, 2011.
23. ↑  Firsching, Robert. "Savage Harvest". آل‌مووی. Retrieved August 6, 2011.
24. ↑  Binion, Cavett. "Shrunken Heads". آل‌مووی. Retrieved August 6, 2011.
25. ↑  Firsching, Robert. "Skeeter". آل‌مووی. Retrieved November 29, 2011.
26. ↑  Deming, Mark. "Sorceress". آل‌مووی. Retrieved August 6, 2011.
27. ↑  Brennan, Sandra. "The Stand". آل‌مووی. Retrieved August 6, 2011.
28. ↑  Muir, John Kenneth (2011). Horror Films of the 1990s. McFarland. ISBN 978-0-7864-8480-5.
29. ↑  Brennan, Sandra. "Watchers 3". آل‌مووی. Retrieved August 6, 2011.
30. ↑  Muir 2011, pp. 353–355.
31. ↑  Erlewine, Iotis. "Witchcraft 666". آل‌مووی. Retrieved November 29, 2011.
32. ↑  Muir 2011, pp. 358–359.